# 史努比博物館 (東京)
東京史努比博物館（日语：スヌーピーミュージアム）是位於日本東京都町田市以史努比為主題的博物館，也是美國加州「查爾斯·舒茲博物館暨研究中心」的首間海外分館；博物館內設有史努比商店「BROWN'S STORE」和史努比咖啡館「Cafe Blanket」，館前則設置許多立體造像等，並配合萬聖節、聖誕節作各種變化。

## 歷史
2013年10月日本曾在東京都港區六本木的森美術館舉辦為期86天的「史努比展」，展出查爾斯·舒茲博物館暨研究中心所收藏的約100張漫畫原稿及相關資料；由於獲得了成功的迴響，因而促成在日本設立長期展出空間的構想。
史努比博物館最初位於設於東京都港區六本木5丁目6−20，不過原先的規劃仍只是短期經營的博物館，從2016年4月23日營運至2018年9月24日。
在六本木的近兩年半期間，史努比博物館共吸引了超過130萬人次前來參觀，因此在2018年閉館前，營運方決定在東京都的町田市的南町田Grandberry Park開設長期營運的新館，而在重新開館前，博物館的展示內容則先後至大阪市和名古屋市舉辦「SNOOPY博物館展」。
位於町田的新博物館在2019年12月14日開幕啟用。

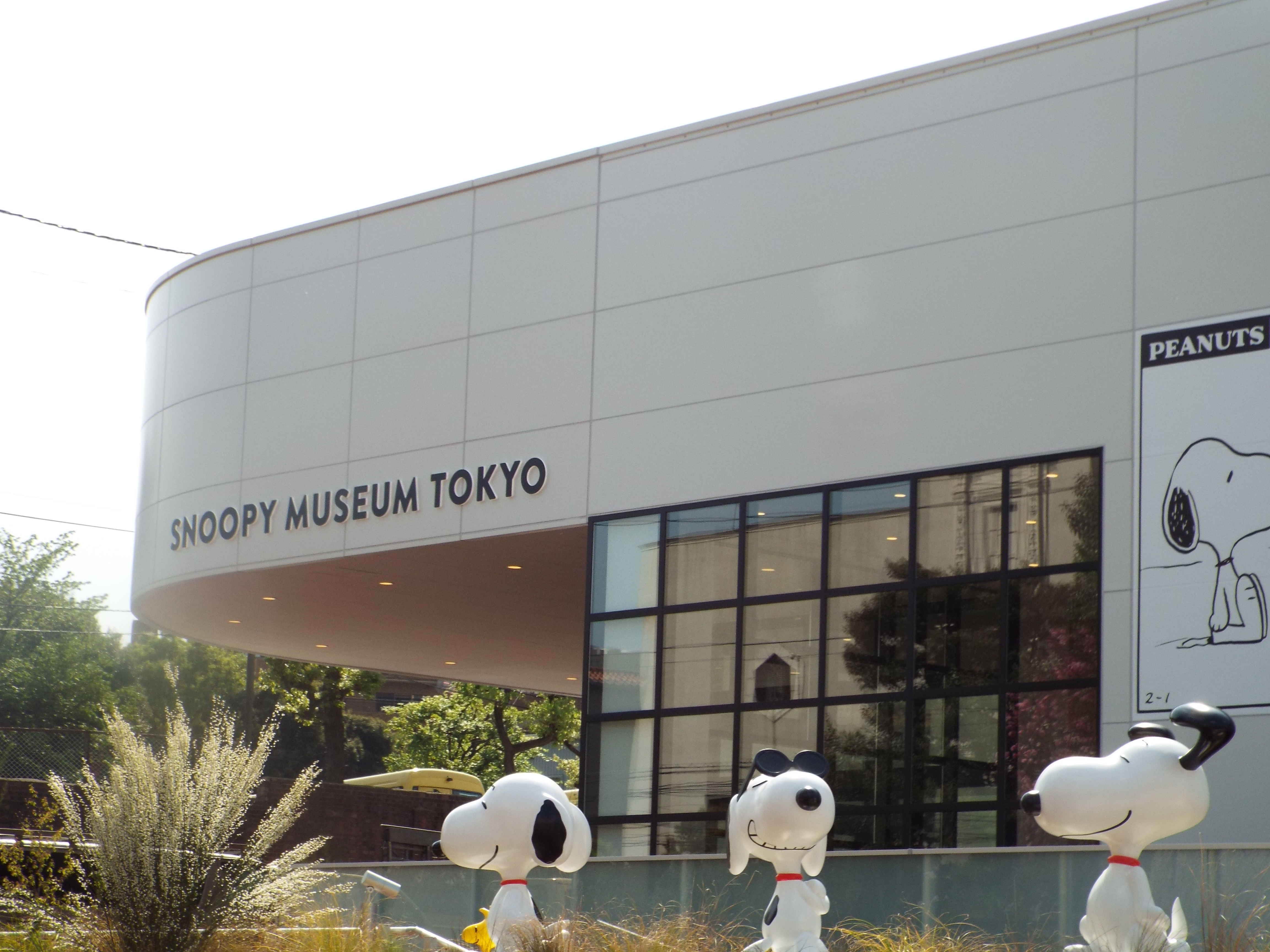
2016年至2018年期間，位於六本木的東京史努比博物館建築外觀
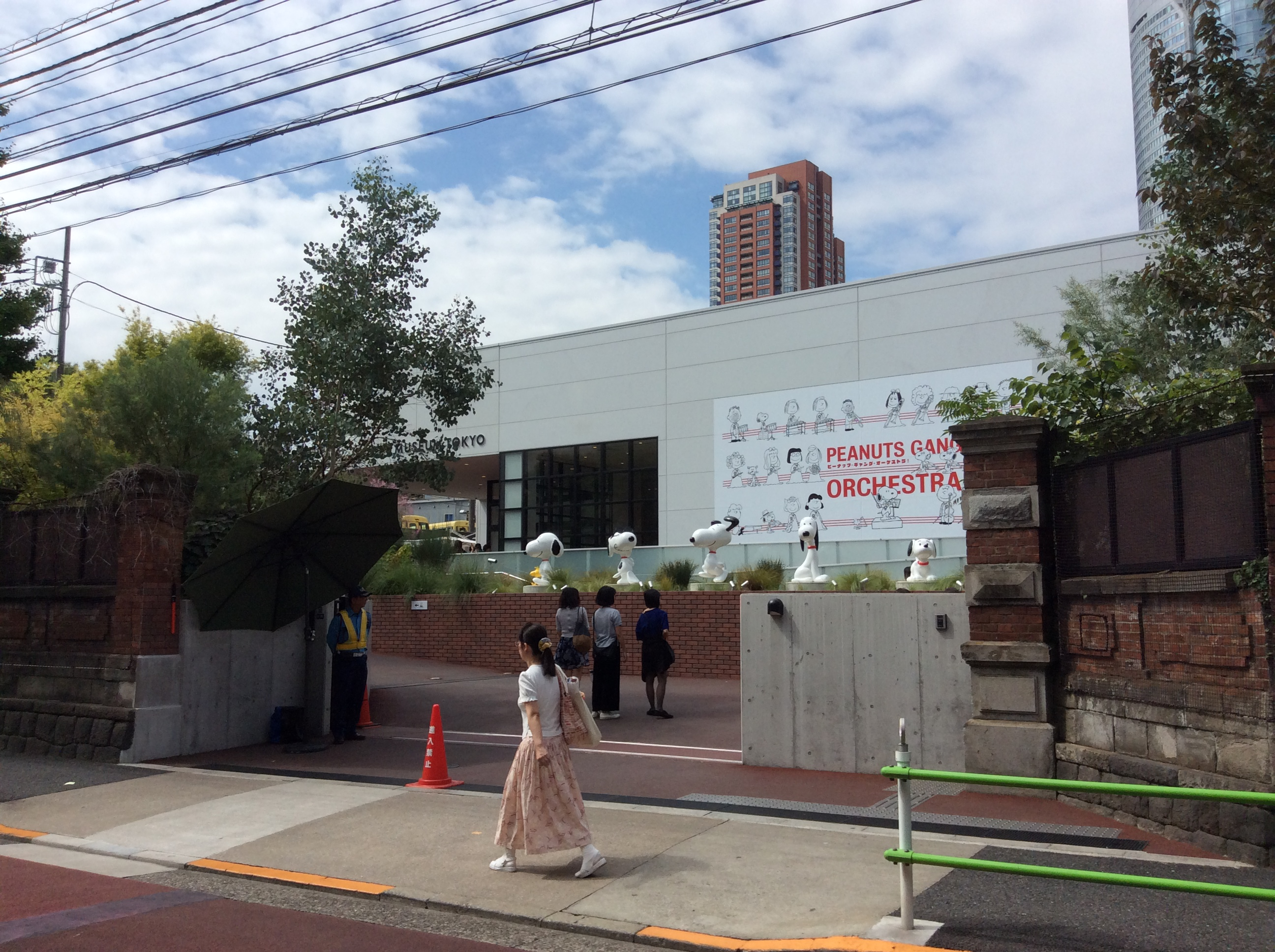
2016年至2018年期間，位於六本木的東京史努比博物館入口
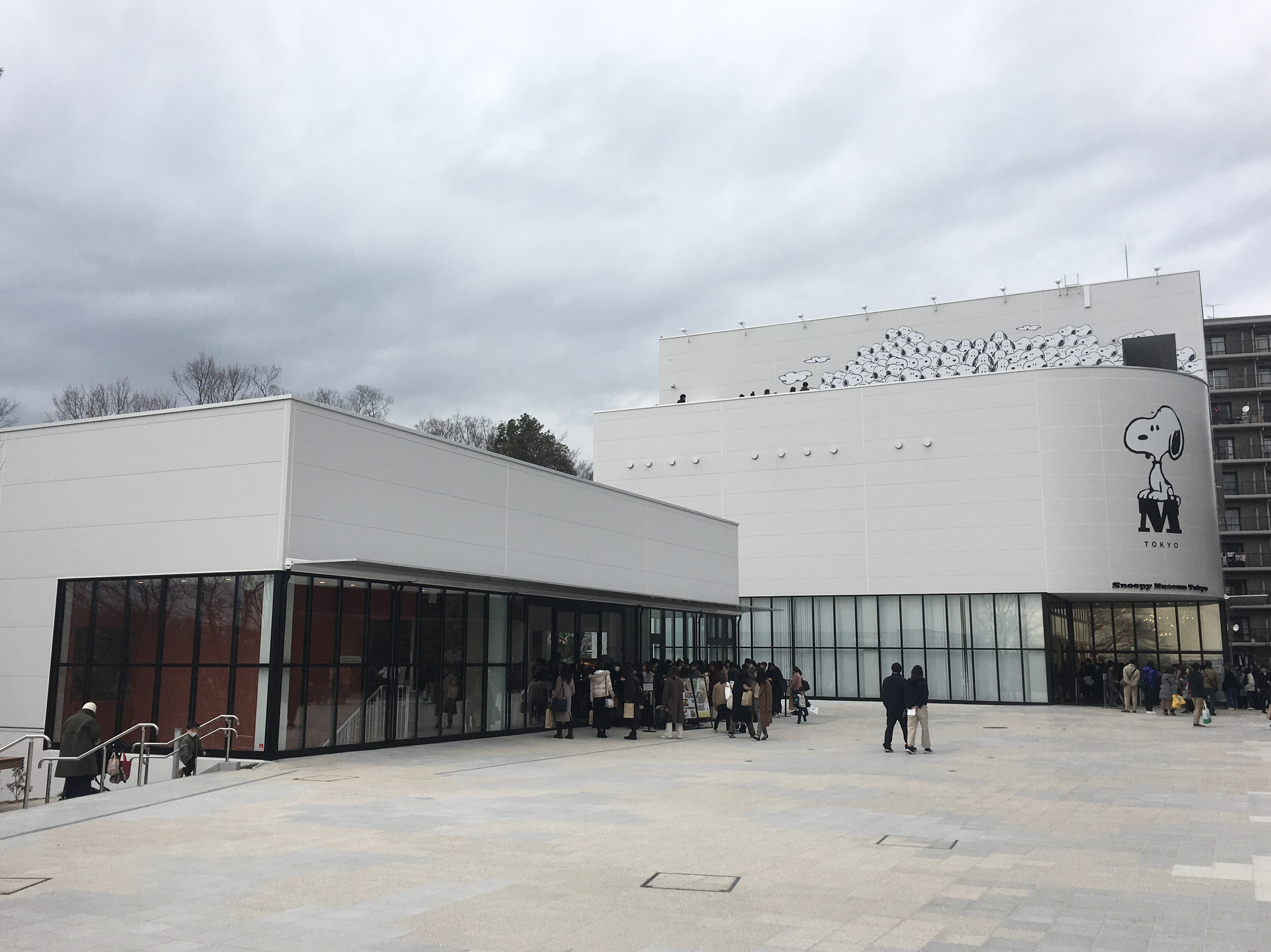
位於南町田Grandberry Park現址的東京史努比博物館外觀建築

### 歷年展出主題
最初在六本木時期，博物館的展出內容以約半年為一個週期，定期更換展品內容。
2019年遷移至町田後，開始分為常設展及企劃展兩個部分，常設展的主題為「史努比與花生幫」（スヌーピーとピーナッツ・ギャング），內容包括開場劇院、查爾斯·舒茲的房間、花生漫畫房間、史努比的房間；企劃展一樣以約半年為週期更換主題。
目前博物館曾經展出的主題包括：
| 展出期間                       | 展出主題                   | 說明                                                                     |
| 六本木時期                     | 六本木時期                 | 六本木時期                                                               |
| ------------------------------ | -------------------------- | ------------------------------------------------------------------------ |
| 2016年4月23日 ↓ 2016年9月25日  | 「摯愛的花生漫畫」         | 展出有《花生漫畫》的原畫、作者查爾斯·舒茲的創作資料。                    |
| 2016年10月8日 ↓ 2017年4月9日   | 「再次說聲你好，史努比。」 | 展出Snoopy角色創作的過程及50年來畫風的變化。                             |
| 2017年4月22日 ↓ 2017年9月24日  | 「花生幫全明星！」         |                                                                          |
| 2017年10月7日 ↓ 2018年4月8日   | 「戀愛是美好的。」         |                                                                          |
| 2018年4月21日 ↓ 2018年9月24日  | 「花生漫畫裡的友誼。」     | 花生漫畫中所代表的各種友誼。                                             |
| 町田時期                       |                            |                                                                          |
| 2019年12月14日 ↓ 2021年1月11日 | 小獵犬童軍來了！           | 關於史努比、糊塗塌客和他們的小黃鳥同伴組成的小獵犬童軍所進行的各種活動。 |
| 2021年1月16日 ↓ 2021年7月11日  | 史努比與他的兄弟姊妹們     | 以一系列四格漫畫及四十五張原稿，介紹史努比和他的兄弟姊妹們。             |

## 註解
1. ↑  原規劃展期至2020年6月28日，但受2019冠状病毒病疫情影響於六月初決定將展期延長至2021年1月11日。

## 外部連結
- （日語） SNOOPY MUSEUM TOKYO （页面存档备份，存于）
- （日語） SNOOPY MUSEUM TOKYO的Facebook專頁
- （日語） SNOOPY MUSEUM TOKYO的X（前Twitter）
- （日語） SNOOPY MUSEUM TOKYO的Instagram帳戶